# Чаплинська сільська рада (Юр'ївський район)
| Чаплинська сільська рада — орган місцевого самоврядування у Юр'ївському районі Дніпропетровської області з адміністративним центром у с. Чаплинка. Чаплинська сільська рада розташована в західній частині Юр'ївського району Дніпропетровської області, за 32 км від районного центру. Сільській раді підпорядковані населені пункти: - c. Чаплинка - с. Новостроївка |

## Склад ради
Рада складається з 16 депутатів та голови.

## Керівний склад сільської ради
| ПІБ                          | Основні відомості                                                                             | Дата обрання | Дата звільнення |
| ---------------------------- | --------------------------------------------------------------------------------------------- | ------------ | --------------- |
| Дейнека Петро Максимович     | Сільський голова, 1973 року народження, освіта, член Всеукраїнського об'єднання «Батьківщина» | 26.03.2006   | 25.01.2010      |
| Образцова Людмила Вікторівна | Сільський голова, 1969 року народження, освіта незакінчена вища, член Партії регіонів         | 31.10.2010   |                 |

Примітка: таблиця складена за даними джерела

## Соціальна сфера
На території сільської ради знаходяться такі об'єкти соціальної сфери:
- Чаплинська середня школа;
- Дошкільний навчальний заклад «Топольок»;
- Чаплинська сільська лікарняна амбулаторія;
- Новостроївський ФАП;
- Чаплинський будинок культури;
- Чаплинська бібліотека.